# MetaMask
MetaMask est un portefeuille logiciel de crypto-monnaie utilisé pour interagir avec la blockchain Ethereum. Il permet aux utilisateurs d'accéder à leur portefeuille Ethereum via une extension de navigateur ou une application mobile, qui peut ensuite être utilisée pour interagir avec des applications décentralisées,. MetaMask est développé par ConsenSys Software Inc., une société de logiciels blockchain développant des outils dans l'univers d'Ethereum,.

## A propos
MetaMask permet aux utilisateurs de stocker et de gérer les clés de leurs comptes, de diffuser des transactions, d'envoyer et de recevoir des crypto-monnaies et des jetons basés sur Ethereum et de se connecter de manière sécurisée à des applications décentralisées via un navigateur Web compatible ou le navigateur intégré de l'application mobile,.
Les sites Web ou autres applications décentralisées peuvent se connecter, authentifier et intégrer d'autres fonctionnalités de contrat intelligent avec le portefeuille MetaMask d'un utilisateur (et toute autre extension de navigateur de portefeuille blockchain similaire) via un code JavaScript permettant au site Web d'envoyer des invites d'action, des demandes de signature, ou des demandes de transaction à l'utilisateur via MetaMask en tant qu'intermédiaire.[réf. nécessaire]
L'application comprend un service intégré d'échange de jetons Ethereum en agrégeant plusieurs échanges décentralisés (DEX) pour trouver le meilleur taux de change. Cette fonctionnalité, baptisée « MetaMask Swaps », facture des frais de service de 0,875 % du montant de la transaction.
En 2021, l'extension de navigateur MetaMask avait 21 million d'utilisateurs actifs par mois d'après Bloomberg.

## Histoire
MetaMask est créé par ConsenSys en 2016.
Avant 2019, MetaMask n'était disponible qu'en tant qu'extension de navigateur de bureau pour les navigateurs Google Chrome et Firefox. Compte tenu de la popularité de MetaMask parmi les utilisateurs de crypto-monnaie et de l'absence d'application mobile officielle depuis plusieurs années, le nombre de logiciels malveillants se faisant passer pour MetaMask sont devenus problématiques pour Google dans la réglementation de ses plateformes Chrome Web Store et Google Play,,. Ce dernier ayant, en janvier 2020, involontairement supprimé l'application bêta officielle avant de revenir sur sa décision une semaine plus tard.
À partir de 2019, MetaMask commence à publier des versions d'applications mobiles pour des tests bêta fermés, suivis de leur sortie publique officielle pour iOS et Android en septembre 2020,.
En octobre 2020, MetaMask Swaps, un service d'agrégation DEX intégré, est ajouté à l'extension de bureau. Le produit est publié sur les appareils mobiles en mars 2021.

## Critiques
Alors que MetaMask et d'autres applications axées sur le « Web3 » visent à décentraliser le contrôle des données personnelles et à accroître la confidentialité des utilisateurs, des critiques soulignent le potentiel de l'extension de navigateur de MetaMask à divulguer des informations identifiables aux réseaux de collecte de données et aux trackers Web comme un défaut fondamental,.